# Deskanje na snegu na Zimskih olimpijskih igrah 2010
Deskanje na snegu na Zimskih olimpijskih igrah 2010.

## Dobitniki medalj

### Moški
| Tekma                            | Zlato              | Srebro          | Bron             |
| Snežni kanal podrobnosti         | Shaun White        | Peetu Piiroinen | Scott Lago       |
| Paralelni veleslalom podrobnosti | Jasey-Jay Anderson | Benjamin Karl   | Mathieu Bozzetto |
| Deskarski kros podrobnosti       | Seth Wescott       | Mike Robertson  | Tony Ramoin      |

### Ženske
| Tekma                            | Zlato               | Srebro              | Bron           |
| Snežni kanal podrobnosti         | Torah Bright        | Hannah Teter        | Kelly Clark    |
| Paralelni veleslalom podrobnosti | Nicolien Sauerbreij | Jekaterina Iljuhina | Marion Kreiner |
| Deskarski kros podrobnosti       | Maëlle Ricker       | Déborah Anthonioz   | Olivia Nobs    |

## Nastopajoči
| - Andora (1) - Avstralija (7) - Avstrija (15) - Belgija (1) - Brazilija (1) - Bolgarija (2) - Kanada (20) - Ljudska republika Kitajska (5) - Češka (5) - Danska (1) - Finska (5) - Francija (18) - Združeno kraljestvo (4) - Nemčija (10) | - Italija (11) - Japonska (12) - Nizozemska (2) - Nova Zelandija (4) - Norveška (10) - Poljska (4) - Rusija (6) - Slovenija (7) - Južna Koreja (1) - Španija (4) - Švica (18) - Švedska (1) - ZDA (20) |